# عثمان سعيد
عثمان سعيد (8 أكتوبر 1986 في باكستان - ) هو لاعب كريكت باكستاني.

## وصلات خارجية
- عثمان سعيد على موقع إي آس بي آن كريك إنفو (الإنجليزية)